# Untersulmetingen
Untersulmetingen ist ein Stadtteil von Laupheim im Landkreis Biberach im östlichen Baden-Württemberg.

## Geographische Lage
Der Stadtteil umfasst das Dorf Untersulmetingen und die Weiler Niederkirch sowie Westerflach und liegt größtenteils westlich der Riß, die etwa neun Kilometer nördlich der Dorfmitte in die Donau mündet. Das Dorf Untersulmetingen und das im Norden damit zusammengewachsene Niederkirch liegen an deren Westufer, Westerflach etwa anderthalb Kilometer westlich des Flusses auf einer flachen Hügellandschaft. Am Ostufer dem Dorf gegenüber liegt ein Gewerbegebiet jüngeren Datums. Durchs Dorf mündet der etwa 5 km lange Schlaibach in die Riß, am Siedlungskern von Niederkirch der mit seinem längsten Oberlauf kaum längere Aischbach.

## Kultur und Sehenswürdigkeiten
Das Dorfbild prägen die im Volksmund Niederkirch genannte Kirche St. Georg und Sebastian im inzwischen mit dem Dorf zusammengewachsenen Weiler Niederkirch sowie das monumentale Schloss in der Ortsmitte mit der St. Otmar-Kapelle.
Durch das Dorf führt der Oberschwäbische Jakobsweg von Ulm nach Konstanz.

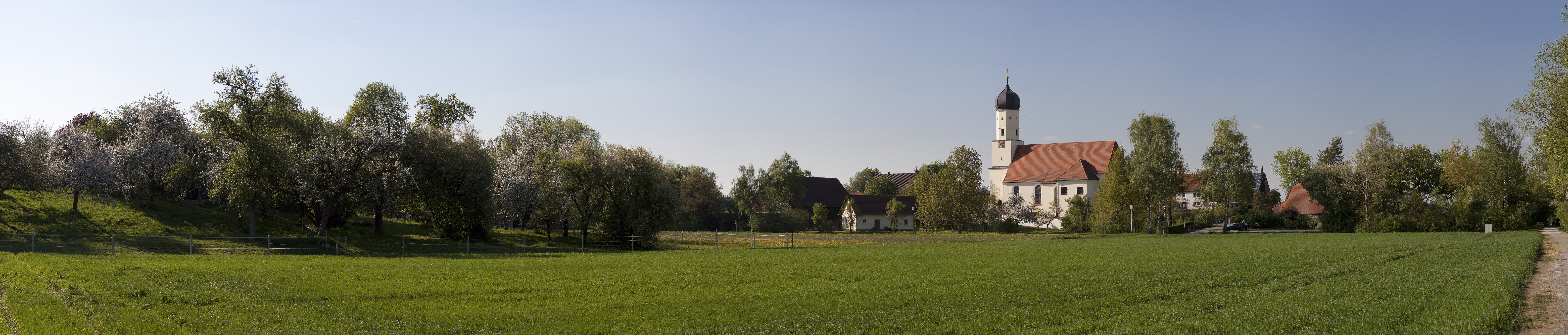
Die Niederkirch

## Geschichte
Sulmetingen wird bereits in der Mitte des 9. Jahrhunderts zweimal urkundlich erwähnt (Sunnimuotingon, Sunnemuatinga). Die Endung des Ortsnamens (*ingen) verweist auf eine Entstehung in der Frühzeit der alamannischen Besiedlung Oberschwabens (5./6. Jh.). Nach der Christianisierung der Streusiedlung im 6./7. Jh. dürften die Bewohner bereits die von einem fränkisch-alamannischen Herrn gegründete Kirche im Weiler Niederkirch besucht haben. Die Quellen des 9. Jh. belegen Wiesen, die früher dem Bistum Freising oder dem Kloster Kempten gehört haben und zusammen mit Höfen in Scammara (Schemmerberg bzw. Langenschemmern), Altheim und Griesingen in den Besitz eines Priesters Milo übergingen, sowie einen Hof (Hube), die von einem Herrn namens Egino an Albeni Regenbolde im Tausch für eine Hube in Hochdorf (bei Schönebürg) abgetreten wird. 
Wohl als Folge der Ungarneinfälle wird in der ersten Hälfte des 10. Jh. eine nach der Siedlung benannte Burg gegründet, die der greise Bischof Ulrich von Augsburg im Mai 973, wenige Wochen vor seinem Tod, aufsucht (castellum Sunnemotinga). Hier residierte Ulrichs Neffe Mangold, der Sohn seiner Schwester Liutgard, die mit einem Grafen Peiere (wohl dem Vorgänger Mangolds als Burgherr) verheiratet war. Von dieser Familie stammt die hochadlige Familie der Herren von Sulmetingen ab, die um 1100 ihren Hauptsitz auf die Schwäbische Alb (Sperberseck, Neuffen) verlegen. 
In der Nähe der Burg entsteht im 12./13. Jh. eine Marktsiedlung (Obersulmetingen), in die auch der Pfarrer von Niederkirch übersiedelt, wobei die Pfarrkirche selbst weiterhin im ca. 2,5 km entfernten Weiler verbleibt. 1275 wird die Pfarrei "Niderkilch" im Liber decimationis erstmals erwähnt. Sulmetingen-Niederkirch ist zu diesem Zeitpunkt auch Sitz des Dekanats, der später auf Biberach übergeht. Eine neue, niederadlige Obrigkeit etabliert sich in der Burg Sulmetingen, verlagert ihren Schwerpunkt aber zunehmend in den nördlichen, Richtung Niederkirch entstandenen Siedlungsteil (Niedersulmetingen, Untersulmetingen), in dem um 1400 eine neue Burg bei der schon bestehenden Otmarskapelle errichtet wird. Zwischen 1429 und 1442 vollendet sich die Aufteilung Sulmetingens in die beiden Dörfer Untersulmetingen und Obersulmetingen. Der Markt Obersulmetingen samt Pfarrpatronat Niederkirch und weiterem Zubehör war rechtlich Eigentum des Heiligen Römischen Reiches und wurde vom Kaiser jeweils als Pfandlehen ausgegeben. Die Zugehörigkeit der beiden Dörfer (und des 1271 erstmals erwähnten Weilers Westerflach) zur Pfarrkirche in Niederkirch (und damit zum Pfarrer in Obersulmetingen) blieb von diesen Entwicklungen jedoch unberührt. 
In Untersulmetingen haben noch bis 1528 die niederadligen Ritter von Sulmetingen die Herrschaft inne, besitzen jedoch seit 1502 die einzelnen Güter nur noch als österreichisches Lehen. Sie verfügen in Niederkirch über eine Altarkaplanei und versuchen durch den Ausbau der Kaplaneistelle auch kirchlich an Einfluss zu gewinnen, nachdem ihnen der Zugriff auf die Pfarrei selbst (als Eigentum des Reiches) verwehrt ist und die Inhaber des Reichslehens über den Pfarrer in Obersulmetingen und seine Untersulmetinger Widdumhöfe in das Dorf einwirken können. In den Bauernunruhen (1525) wird das Schloss bis auf die Grundmauern niedergebrannt und die Kapelle völlig zerstört. Die nachfolgenden Ortsherren Dr. Beat Widmann und Dietrich Späth von Zwiefalten übernehmen das Lehen Untersulmetingen zunächst gemeinsam, ab 1533 hat es Dietrich Späth allein inne und 1536 geht es an Dietrich von Knöringen über, der es wiederum 1538 an den Ulmer Patrizier Hieronymus Roth von Schreckenstein verkauft. Letzterer baut das Schloss wieder auf und zieht mit seiner Familie sogar ein. Sein Ziel ist es, unter seiner Herrschaft ein einheitliches Dorf zu schaffen, obwohl zwei Bauernhöfe und eine Selde dem Pfarrer in Obersulmetingen gehören und außerdem noch einige Privatgrundstücke verbleiben. Da ihm die beiden Rißhöfe des Almosenkastens Biberach zum Dank für seine anwaltlichen Verdienste für die Reichsstadt übereignet wurden, kommt er seinem Ziel doch ziemlich nahe. 
1551/52 geht die Herrschaft durch Kauf an Hans Jakob Fugger zu Kirchberg und Weißenhorn über. In der Fugger-Familie verbleibt das österreichische Lehen bis 1729 bzw. 1735. Ab 1600 bewohnt Trajan Fugger das Untersulmetinger Schloss, nachdem er aufwendige bauliche Verbesserungen vorgenommen hat. Nachdem das Dorf zuletzt (seit 1719) unter drei Angehörigen der Fugger-Familie aufgeteilt worden war, ging es 1729 pfandweise, 1735 dann jedoch bereits definitiv an das Reichsgotteshaus Ochsenhausen über, das es bis zur Säkularisation des Klosters (1803) innehatte. Da auch Obersulmetingen im Besitz der Reichsabtei war (seit 1699), und zwar sowohl der österreichische Teil wie das Reichslehen, und diese 1719 nach Verhandlungen mit dem Bischof von Konstanz auch die Pfarrei inkorporiert hatte, hatte Ochsenhausen beide Dörfer nunmehr komplett inne, und zwar sowohl in weltlicher wie in geistlicher Hinsicht. 
1803 ging das Klosteramt Sulmetingen (mit Ober- und Untersulmetingen) in den Besitz des Fürsten Franz Georg Karl von Metternich über, der es 1805 an Fürst Karl Anselm von Thurn und Taxis verkaufte. Nach vorübergehender bayerischer Besetzung ging die Staatshoheit 1806 an das Königreich Württemberg über, wobei gewisse Rechte beim Fürsten von Thurn und Taxis verblieben, der die beiden Dörfer seinem Patrimonialobervogteiamt Schemmerberg unterstellte. Nach vorübergehender Aufhebung (1809) lebte 1823 die Thurn und Taxis'sche Patrimonialgewalt mit Gerichtsbarkeit und Polizei wieder auf; Amtssitz wurde nun Obersulmetingen (für Obersulmetingen, Untersulmetingen, Äpfingen, Altheim und Schemmerberg). Die endgültige Aufhebung der Patrimonialämter erfolgte 1849, nachdem auch die endgültige Ablösung der Lehen und ihre Umwandlung in Eigenbesitz vollendet worden war. 1864 wurde der Weiler Westerflach von der Gemeinde Ingerkingen losgelöst und in die Gemeinde Untersulmetingen integriert.
1958 wurde der Gemeinde ein Wappen verliehen, das in gespaltenem Schild vorne in Schwarz einen silbernen Schrägbalken, hinten in Silber einen halben, rot bewehrten und rot bezungten schwarzen Adler am Spalt zeigt. Der silberne Schrägbalken stammt aus dem Wappen der Ritter von Sulmetingen, während der Adler an das vom Reich zu Lehen rührende Patronat über die Niederkirch erinnert.
Am 1. Januar 1972 wurde Untersulmetingen nach Laupheim eingemeindet. Derzeit (2024) hat der Ort 2.156 Einwohner. Ehrenamtliche Ortsvorsteherin ist seit 2018 Carmen Böhringer, die 2024 wiedergewählt wurde.

## Persönlichkeiten
- Anton Böhringer (1924–2001), Jurist